# ODiN
ODiN（おーでぃん）は、東京大学の大学院生であった原田昌紀がサービスを開始したロボット型のインターネット検索エンジンの名称。
原田が日本電信電話株式会社に入社した後は、NTTの研究所に運用を移行。ODiNは未来ねっと研究所の研究プロジェクトの実験のために使用されていた。
2002年4月をもってサービスを休止している。

## 特徴
ODiNは、以下のような特徴を持つ検索エンジンだった。

### Webページの選択収集
重要だと推測されるWebページを優先的に収集する。

### 検索結果のグループ化
ひとつのドキュメントとして作成されたWebページ群を、まとめて扱う。

### 適切な検索結果のスコアリング
ハイパーテキストとしての性質を考慮することで、適切な検索結果のスコアリングが可能。

### キーワードの表現の違いへの対処
キーワードの表現の違いに対処し、またその表現がどの程度一般的に使用されているか考慮している。

### 検索できない単語
検索手法と運用手法の面の改良により、検索できない単語を減らしている。

## 全文検索エンジン
ODINで使用している全文検索エンジンは、以下のような変遷があった。

### PROTO-TYPE (1995/10/20～)
C++で実装され、CGIとして呼び出していた。

### TEST-TYPE (1996/03/04～)
C++で実装され、Apacheのモジュールから検索サーバにアクセスしていた。

### PRODUCTION-TYPE (1997/12/24～)
C++で実装され，CGIとして呼び出されていた。PRODUCTION-TYPEに用いられている全文検索エンジンは、Freyaという名称でフリーウェアとして配付されていた。

### Jerky (1999/09/10～)
Javaで実装され，サーブレットとして呼び出されていた。